# 龜田市
龜田市（日语：〔〕／ Kameda shi */?）是過去位於北海道渡島支廳的一城市，於1971年改制為市，但在兩年後的1973年12月1日被併入函館市，過去的轄區相當於現在的函館市龜田支所的管轄範圍。

## 歷史
- 1902年4月1日：龜田郡龜田村、神山村、鍛治村、桔梗村、石川村合併為龜田村，並成為北海道二級村。[1]
- 1919年4月1日：成為北海道一級村
- 1962年1月1日：改制為龜田町。
- 1971年11月1日：改制為龜田市。
- 1973年12月1日：龜田市被併入函館市。

## 交通

### 鐵路、電車
- 日本國有鐵道（現在北海道旅客鐵道的前身）
  - 函館本線：五稜郭站 - 桔梗站
  - 江差線：五稜郭站
- 函館市交通局
  - 本線：龜田町 - 大野新道 - 鐵道工場前 - 五稜郭站前